# 浜汀駅
浜汀駅（ピンジョンえき）は、大韓民国京畿道華城市にかつて存在した水仁線の鉄道駅である。

## 歴史
- 1937年8月5日：開業[1]。
- 日時不明（終戦以前）：廃駅。